# Йоганн Фрідріх Пфафф
Йоганн Фрідріх Пфафф (нім. Johann Friedrich Pfaff; 22 грудня 1765 — 21 квітня 1825) — німецький математик. Викладав в університетах Гельмштедта та Галле, де в основному займався дослідженнями з аналізу та диференціальних рівнянь з частинними похідними.

## Біографія
Початкову освіту Йоганн Пфафф здобув у Карлсхулі, де познайомився з Фрідріхом Шиллером, своїм другом на все життя. Його математичні здібності були помічені ще в ранньому віці. Своє навчання продовжив в Геттінгенському університеті під керівництвом Абрахама Готхеля Кестнера, а в 1787 році переїхав до Берліна і вивчав там астрономію під керівництвом Й. Е. Боде. У 1788 році Пфафф став професором математики в Гельмштедті та викладав там до ліквідації університету в 1810 році. Після цього став професором математики в Галльському університеті. У місті Галле він залишився до кінця свого життя.
Йоганн Пфафф відомий своєю роботою над системами диференціальних рівнянь з частинними похідними першого порядку, які зараз називають його ім'ям. Також він був офіційним науковим керівником Карла Фрідріха Гаусса. Пфафф добре його знав, коли вони обидва жили у Гельмштедті в 1798 році. Пізніше його учнем був Август Мебіус.
Дві його основні праці — Disquisitiones analticae maxime ad calculum integralem et doctrinam serierum pertinentes (4to., vol. i., Helmstädt, 1797) та Methodus generalis, aequationes differentiarum particularum, necnon aequationes differentiarum vulgares, utrasque primi ordinis inter quotcumque variabiles, complete integrandi в Abhandlungen der Königlichen Akademie der Wissenschaften zu Berlin (1814—1815).
Його брат Йоганн Вільгельм Андреас Пфафф був професором чистої та прикладної математики. Інший брат, Крістоф Генріх Пфафф, був професором медицини, фізики та хімії.

## Публікації

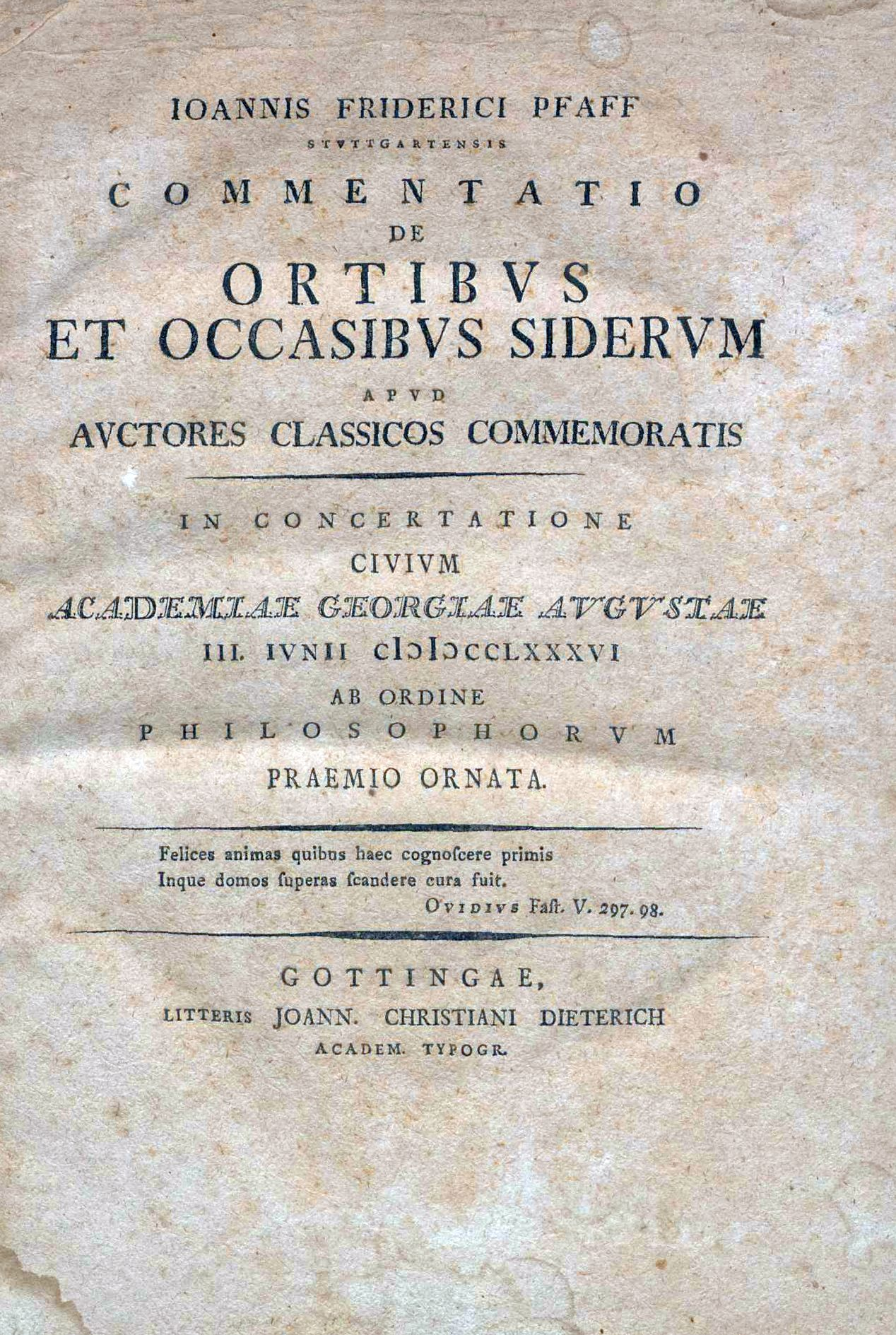
Commentatio de ortibus et occasibus siderum apud auctores classicos commemoratis, 1786

- Commentatio de ortibus et occasibus siderum apud auctores classicos commemoratis (лат.). Göttingen: Johann Christian Dieterich. 1786.